# کوه آتوس
کوه آتوس (به یونانی: Όρος Άθως) یکی از مُقدس‌ترین اماکن مسیحیت در کلیسای ارتدکس شرقی است. کوه آتوس در جزیره ای در شمال یونان واقع شده‌است.
این کوه در واقع مکانی برای کنیسه‌های ارتدوکس‌هاست که تحت نظارت دولت یونان قرار دارد. در سال ۱۹۸۸ به فهرست جهانی یونسکو افزوده شد. پایتخت این منطقه تنها شهر این منطقه‌است. اگرچه این منطقه توسط وزارت خارجه یونان اداره می‌شود ولی در عمل اداره منطقه به دست مجمع مقدس کوه آثوس (Ierá Sýnaxis) که اعضای دیرهای این منطقه هستند. سفر زنان به این کوه از بیش از هزار سال پیش ممنوع بوده‌است تا راهبان به مسائل جنسی آلوده نشوند.

## آبراهه (کانال) خشایارشا
در هنگام یورش خشایارشا به یونان، در نزدیکی کوه آثوس یک آبراهه برای گذر کشتی‌های ناوگان ایران حفر شد. مهندسان این کانال دو دانشمند ایرانی به نام‌های آرتاخه و بوبراندا بودند. آرتاخه مدت کوتاهی پس از پایان کار درگذشت و در کنار آبراهه دفن شد. این کانال در سال ۲۰۰۵ از زیر خاک درآورده شده و اینک از جاذبه‌های جهانگردی منطقه‌است.

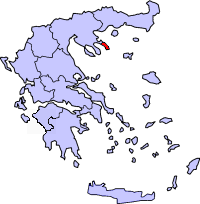

## مشخصات
پایتخت:کاریای Kariaí
جزئی از استان: مقدونیه
مساحت: ۳۹۰ کیلومترمربع
جمعیت:(۲۰۰۵) ۲٬۲۵۰
تراکم جمعیت: (۲۰۰۵) ۵٫۸ کیلومترمربع برای هر نفر

## نگارخانه

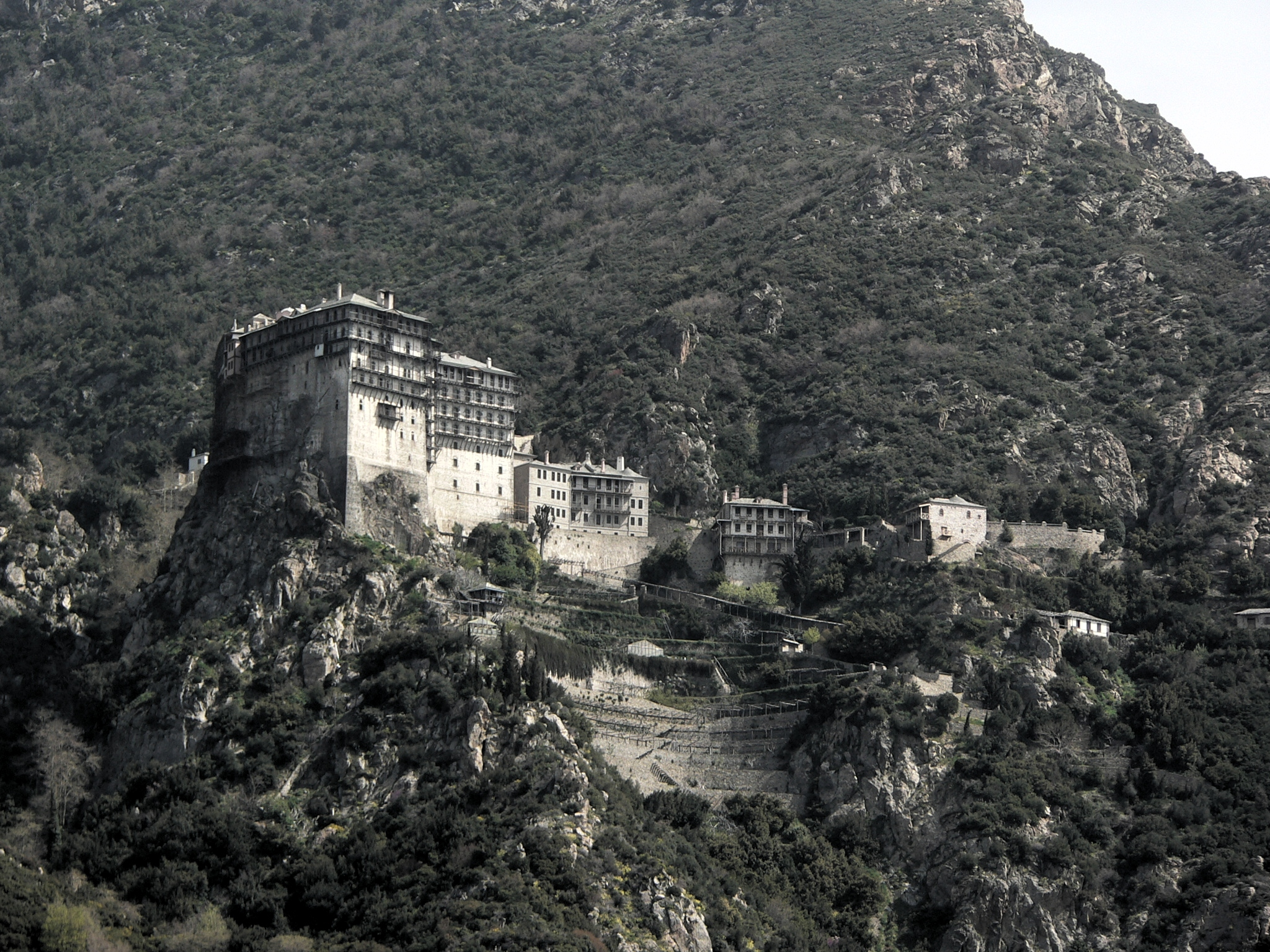

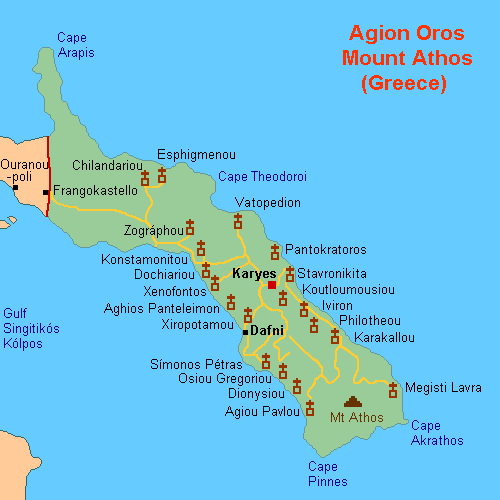

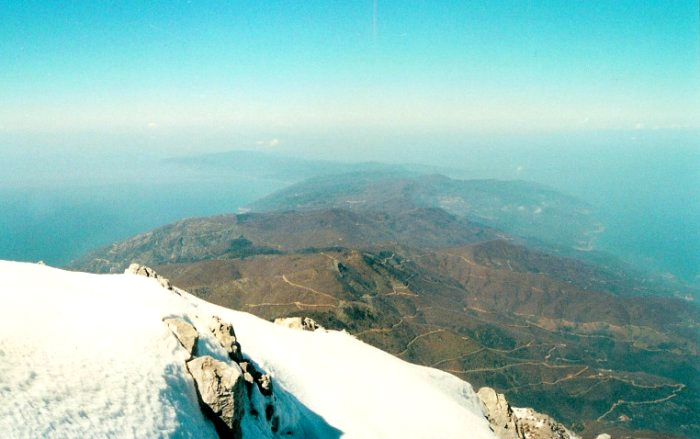

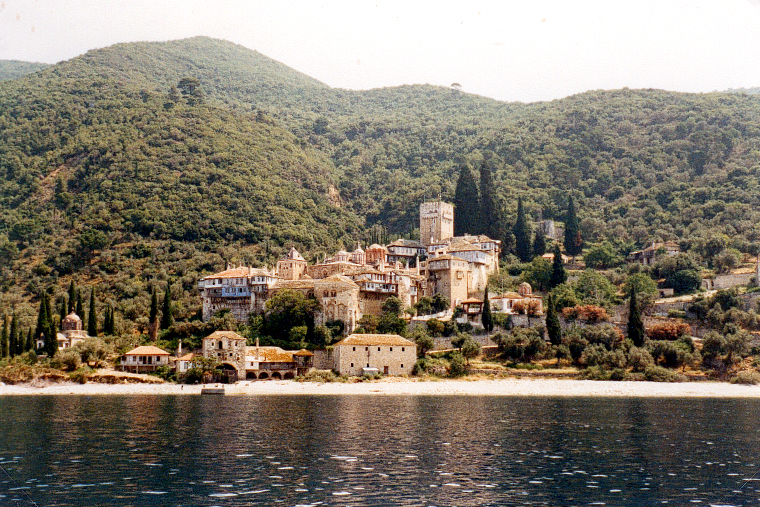

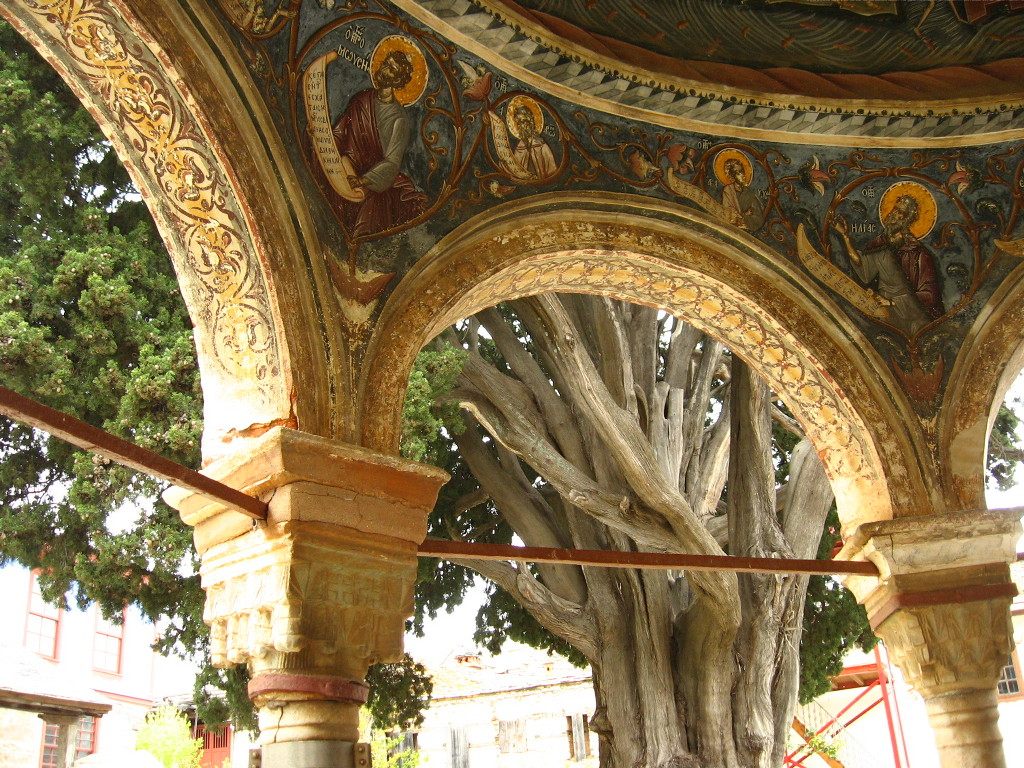
سرو of Athanasius the Athonite, Great Lavra monastery
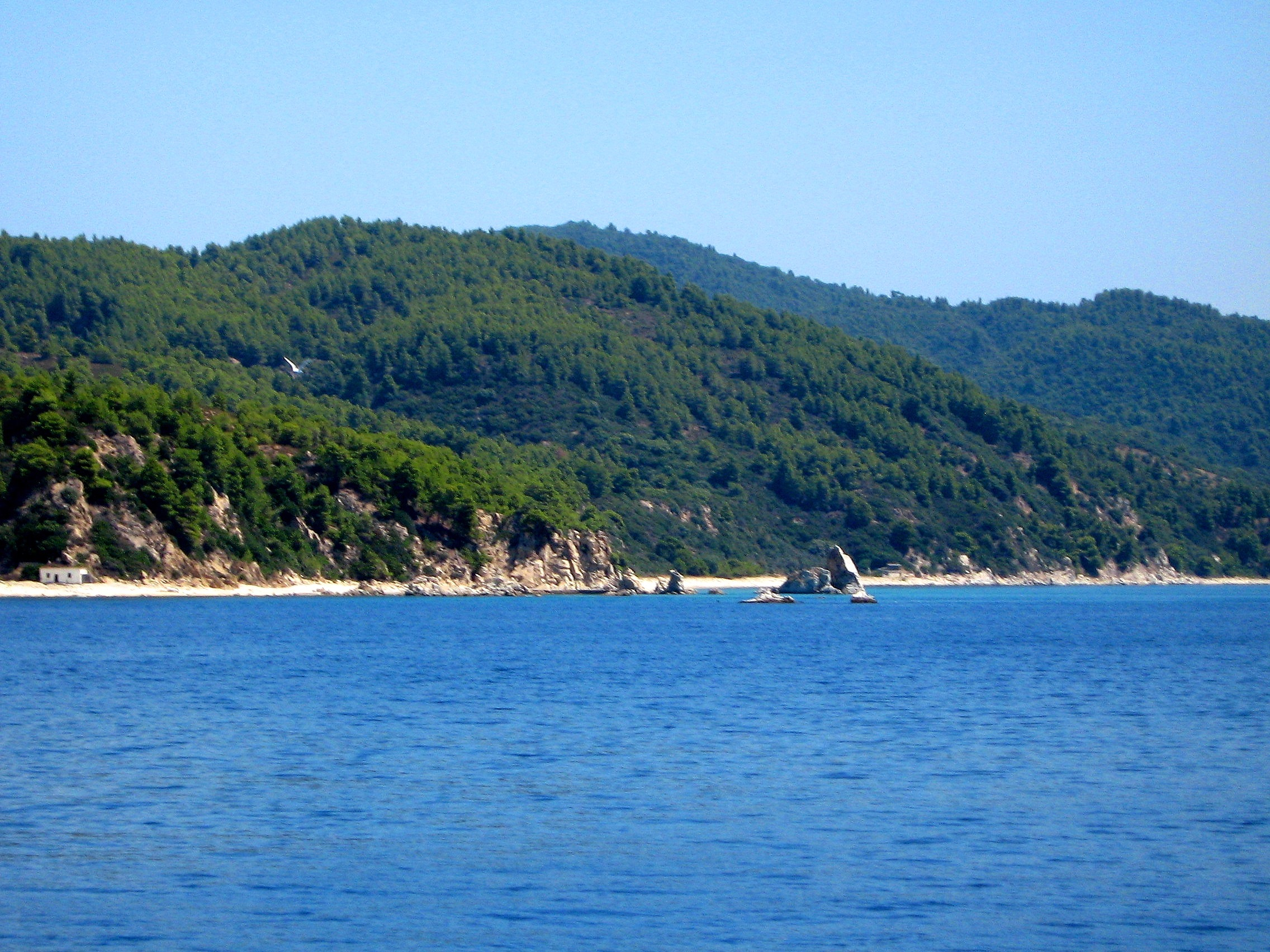
View from the boat
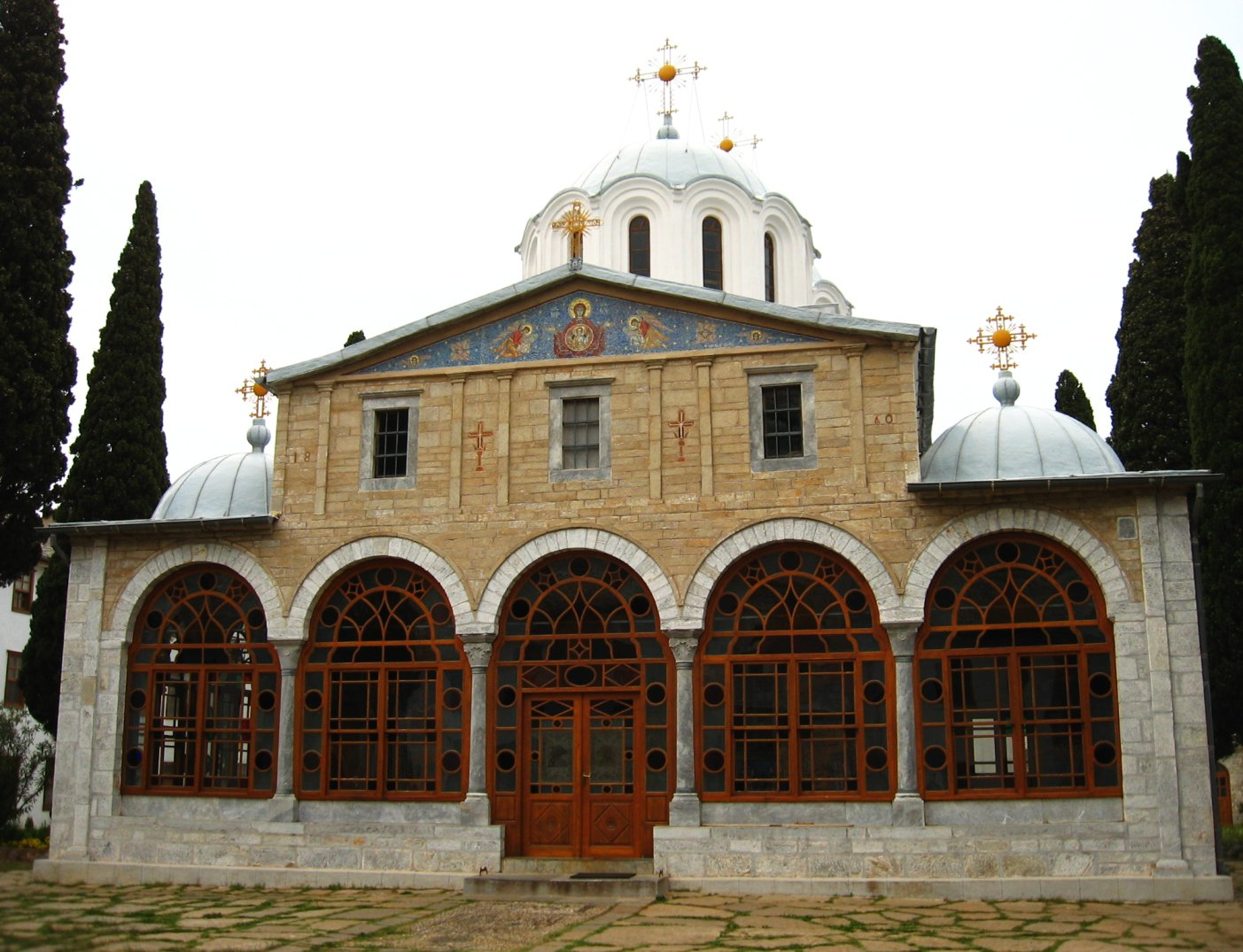
The church of the Romanian skete "Prodromos"
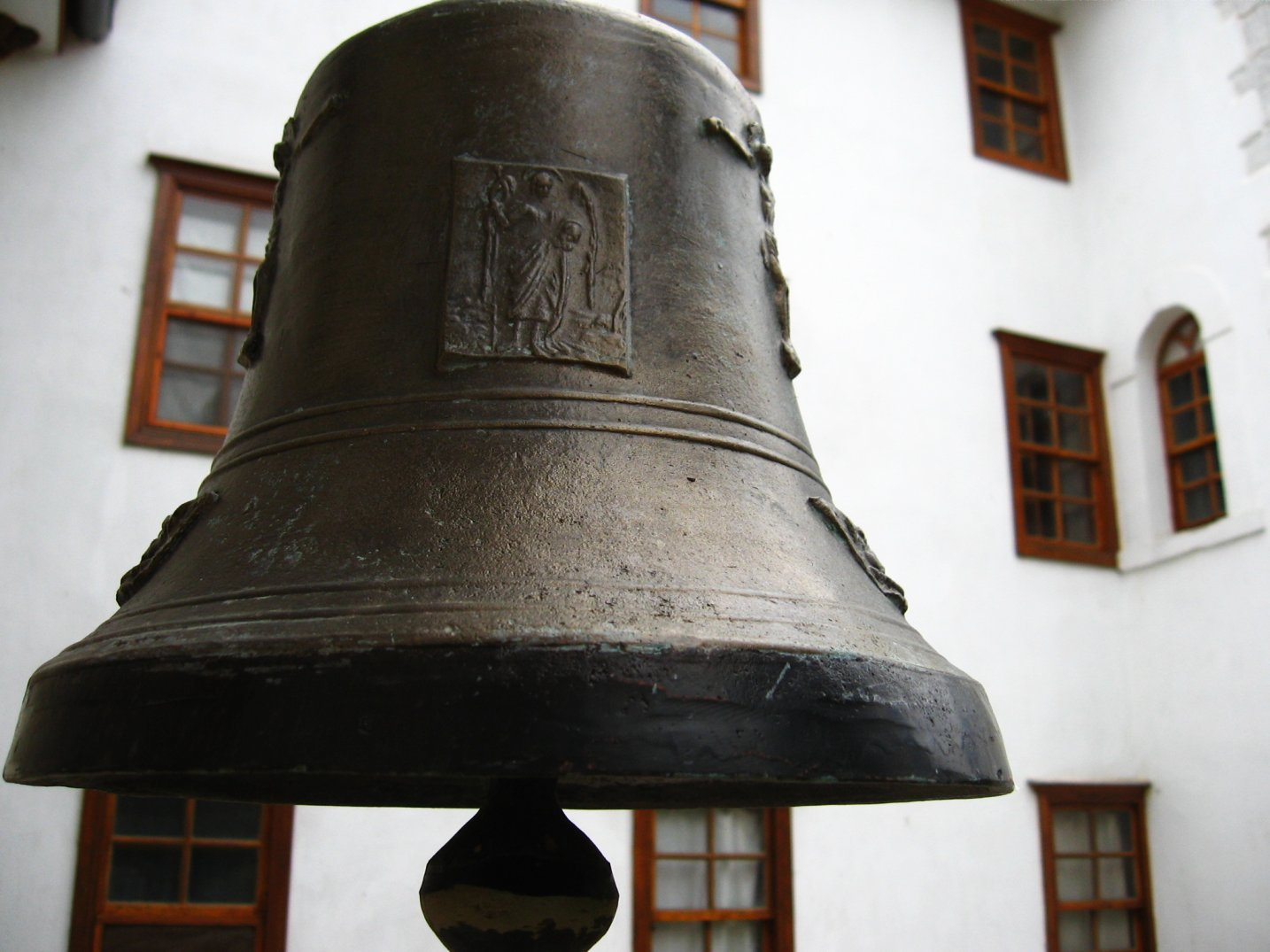
Romanian skete "Prodromos"
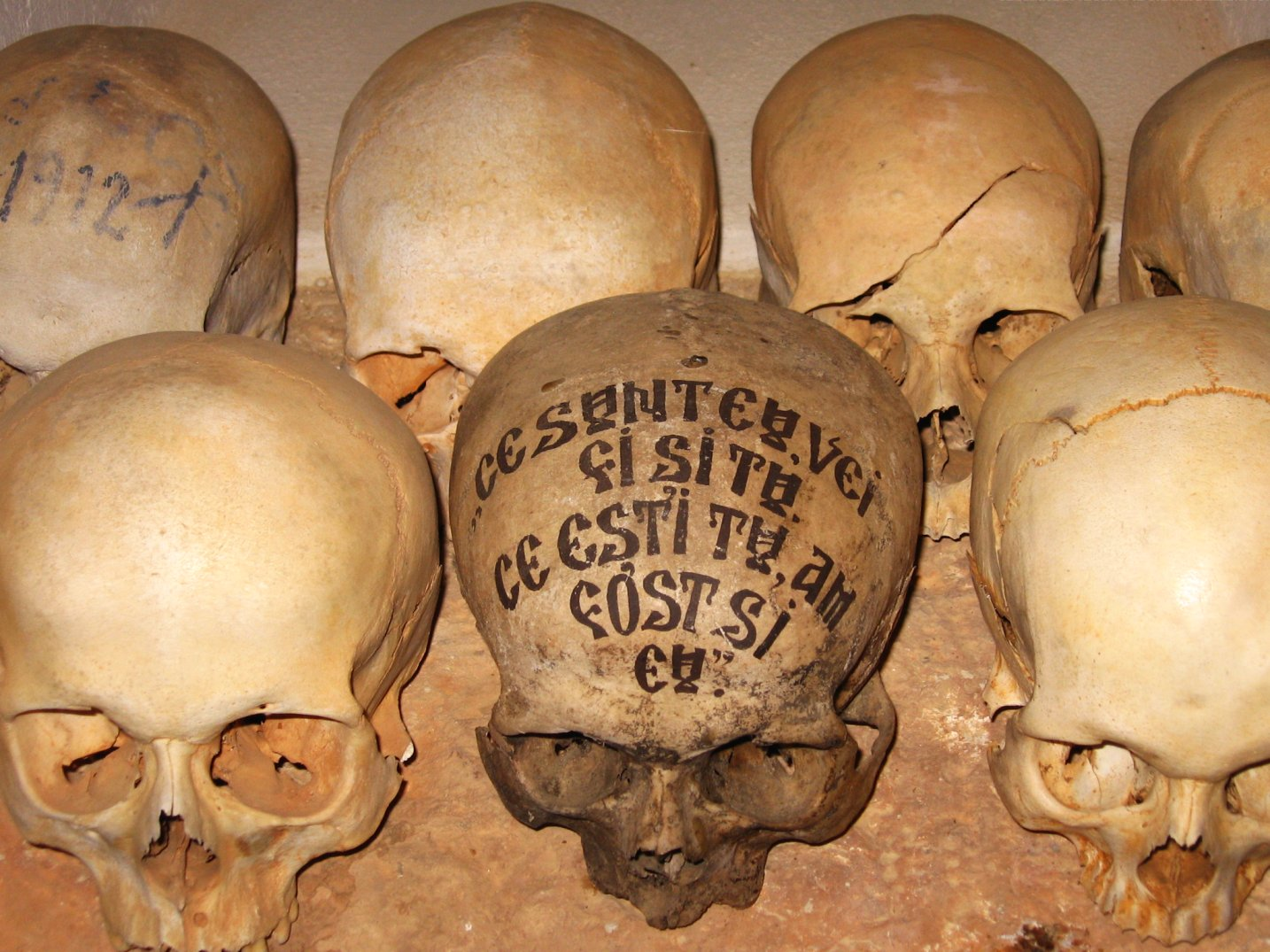
Relics of the Romanian skete "Prodromos"
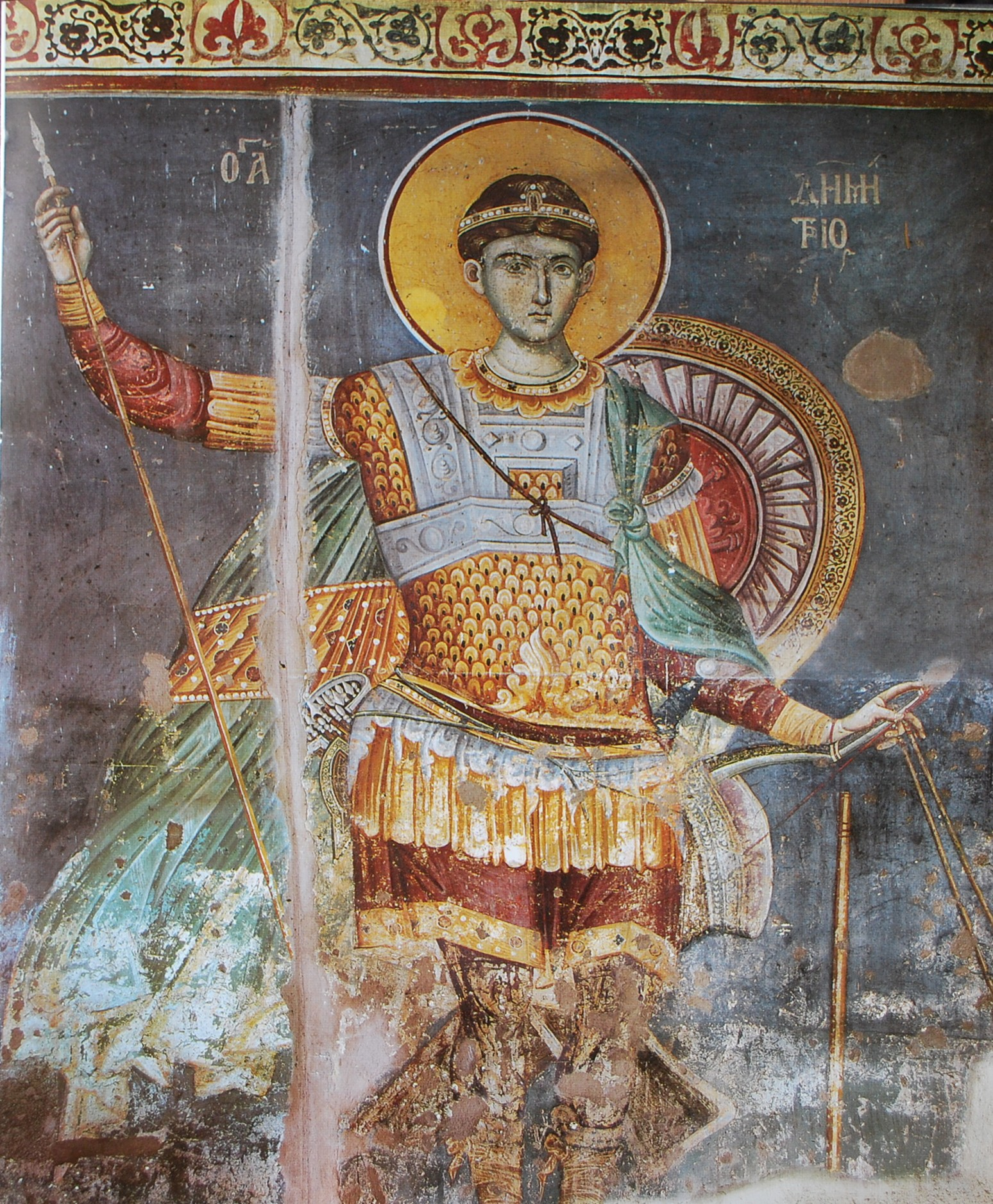
A fresco of Saint Demetrius
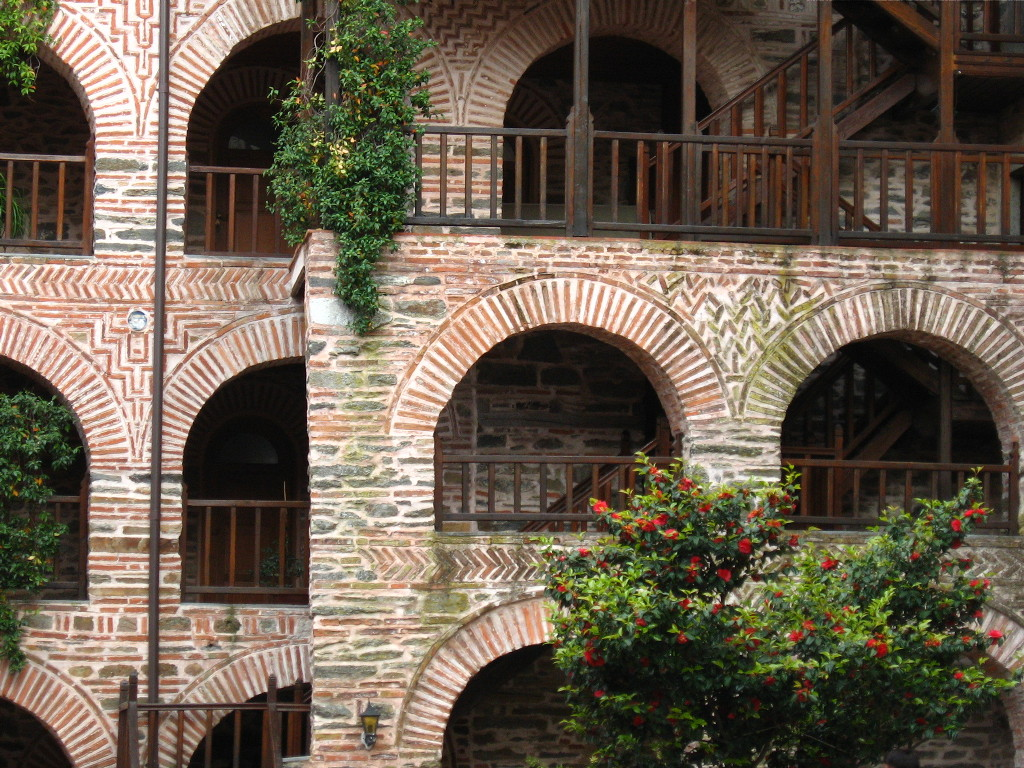
View of Koutloumousiou monastery
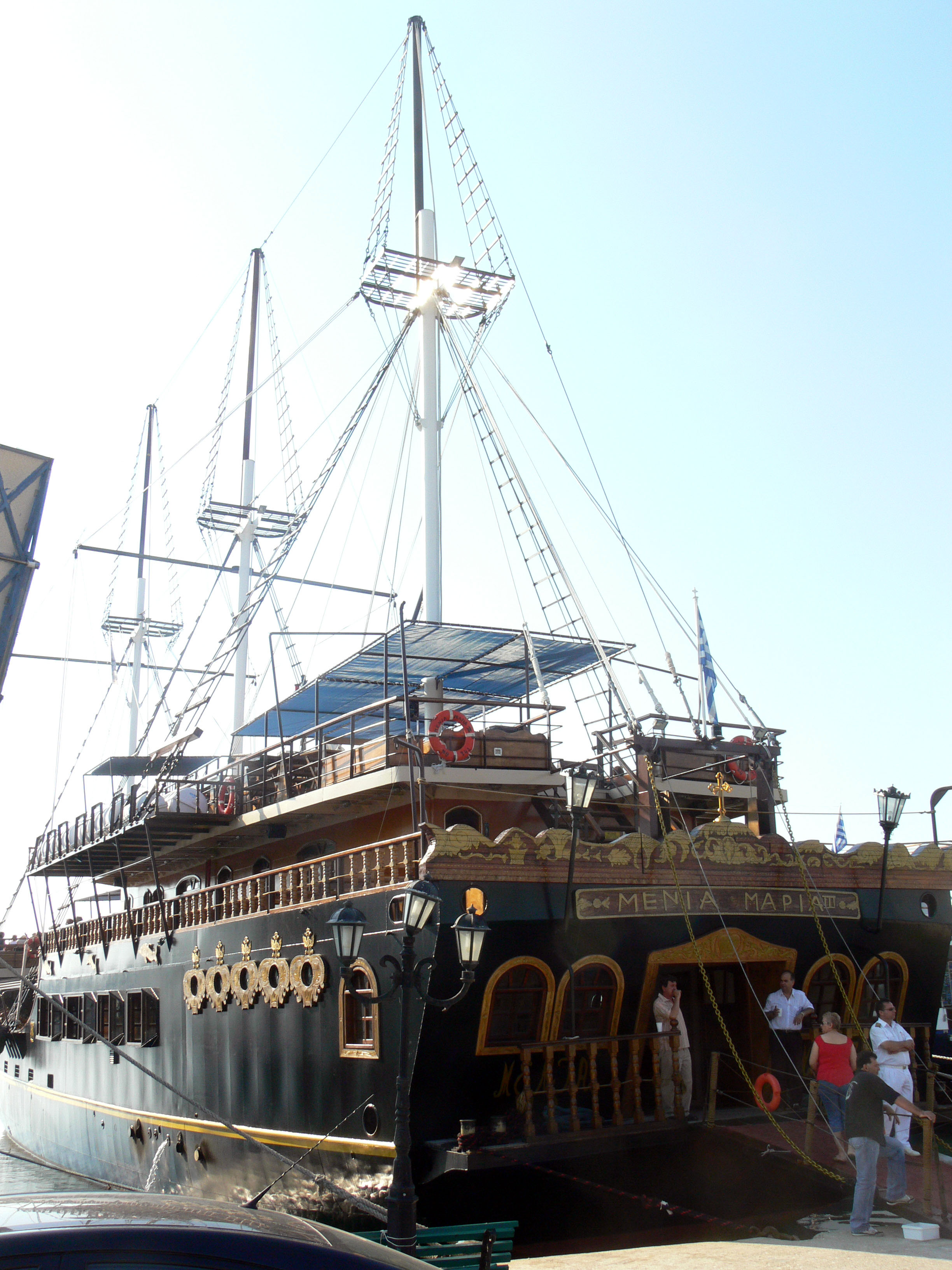
A ship at Mount Athos
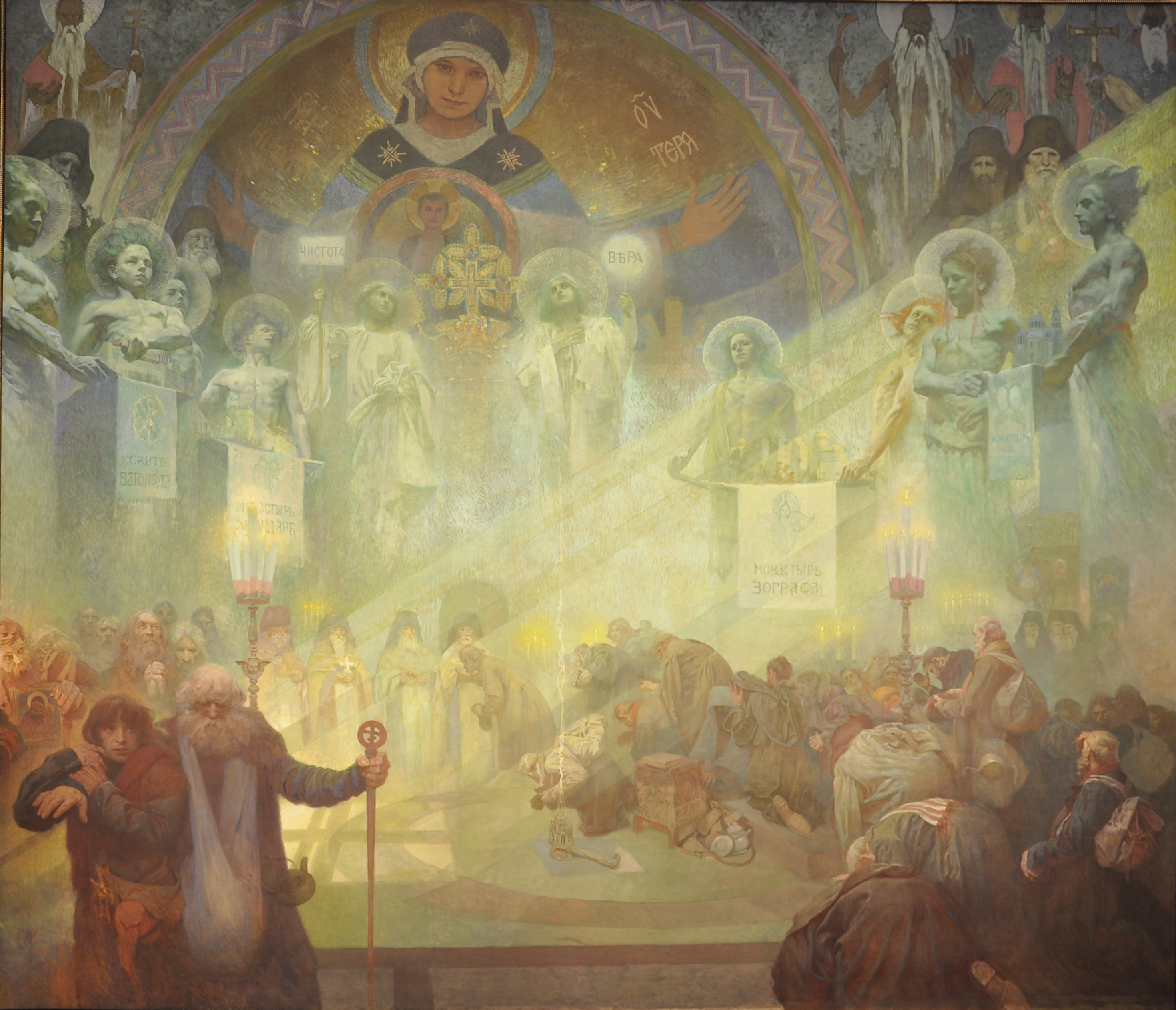
Holy Mount Athos by آلفونس موخا
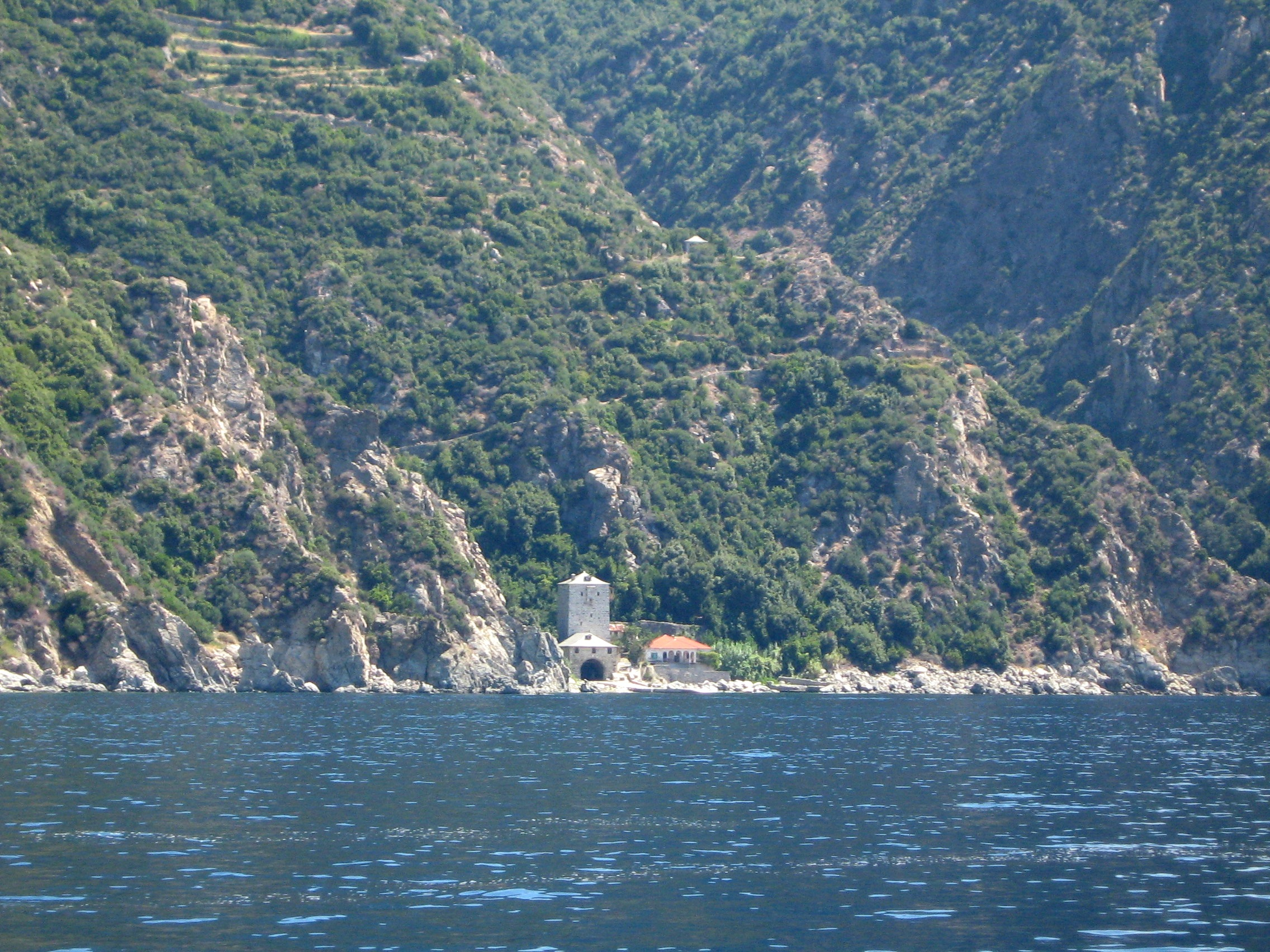
Boathouse belonging to Simonos Petras monastery